# Gade
 For alternative betydninger, se Gade (flertydig). (Se også artikler, som begynder med Gade)
En gade er en færdselsåre, der som ligger i en by og derfor i almindelighed begrænses enten til den ene eller til begge sider af sammenhængende bebyggelse. Gadens formål er først og fremmest at sikre færdselsadgangen til de ejendomme, der ligger ud til gaden og desuden at betjene gennemkørende færdsel fra en bydel til en anden.
Gadernes størrelsesforhold og indretning afspejler ulige tiders behov og krav til gaden. I ældre tid, hvor færdselen ofte og overvejende skete til fods, var gaderne smalle. I nyere tid, hvor den motoriserede og sporlagte færdsel stillede sine pladskrav, blev gaderne udlagt med større bredde. Gaderne kan være udlagt med plads til parkering og/eller areal særligt for cyklister. I nyere tid er gadenettet ofte differentieret, det vil sige udlagt med uens bredde under hensyn til den færdsel, der ønskedes tilgodeset (eller forhindret).
Gader kan, og vil ofte, ligge i tilknytning til torve og pladser.

## Gadeprofilet
Frem til anden halvdel af 1700-tallet blev gaderne brolagte med åbne kisterender til afløb for regnvand i en vis afstand fra den bebyggelse, der grænsede op til gaden, og med gadehældninger væk fra gadens huse og fra gadens midte mod disse render. I 1764 besluttedes i København at brolægge gaderne på offentlig foranstaltning og derefter fordele udgifterne blandt ejerne af de ejendomme, der stødte op til gaden. Denne ordning var foranlediget af en fransk oberst J. Marmillod, der senere blev overinspektør for vejvæsenet. Desuden gik man over til et gadeprofil med flade fortove foran husene, kantsten og flade åbne knækrender, der gik jævnt over i kørebanen. I starten af 1800-tallet begyndte man at anlægge egentlige kloakker, hvor vandet i rendestenen med jævne mellemrum gennem rendestensriste blev ledt til underjordiske afløb. Fra omkring 1830 begyndte man i udlandet at bruge "jordbeg" (asfalt) blandt andet til fortove, og fra 1840 begyndte man også at belægge de første fortove i København med asfalt, der kom fra Seyssel i det sydøstlige Frankrig. I 1890 blev Østergade som den første gade belagt med asfalt – blandt andet for at nedbringe støjen fra hestevognskørslen på gadens brosten. I 1960-erne begyndte man at anlægge gågader, hvortil anvendtes fliser eller betonsten
I det 20 århundrede er en typisk gade afgrænset af en kantsten, som regel følges den af et fortov i begge sider og ofte også af cykelsti samt efter forholdene parkeringsbåse eller buslommer. Indtil afskaffelsen af sporvognene blev sporene hertil lagt midt i kørebaneprofilet.

## Gågader
En særlig gruppe af gader udgøres af gågaderne, hvor kørsel med bil og cykel er forbudt eller kun tilladt i korte tidsrum af døgnet. Sådanne indrettes ofte, hvor der er mange handlende, og hvor hensynet til disses kunder gør bilkørsel uhensigtsmæssig i dagtimerne.

## Stillegader
En anden særlig gadetype er den, hvor der kun ligger boliger ud til gaden. Her har man af hensyn til de boende ofte lavet en lukning for gennemkørende færdsel og i stedet inddraget en del af gadearealet til beplantninger, legepladser med mere til bekvemmelighed for gadens beboere.